# Tjärnulapptjärnen
Tjärnulapptjärnen är en sjö i Vilhelmina kommun i Lappland och ingår i Ångermanälvens huvudavrinningsområde.